# An der Poststraße
An der Poststraße är en kommun i Burgenlandkreis i förbundslandet Sachsen-Anhalt i Tyskland.
Kommunen bildades den 1 juli 2009 genom en sammanslagning av de tidigare kommunerna Herrengosserstedt, Klosterhäseler och Wischroda.
Kommunen ingår i förvaltningsgemenskapen An der Finne tillsammans med kommunerna Bad Bibra, Eckartsberga, Finne, Finneland, Kaiserpfalz och Lanitz-Hassel-Tal.